# Alexandria Eschate

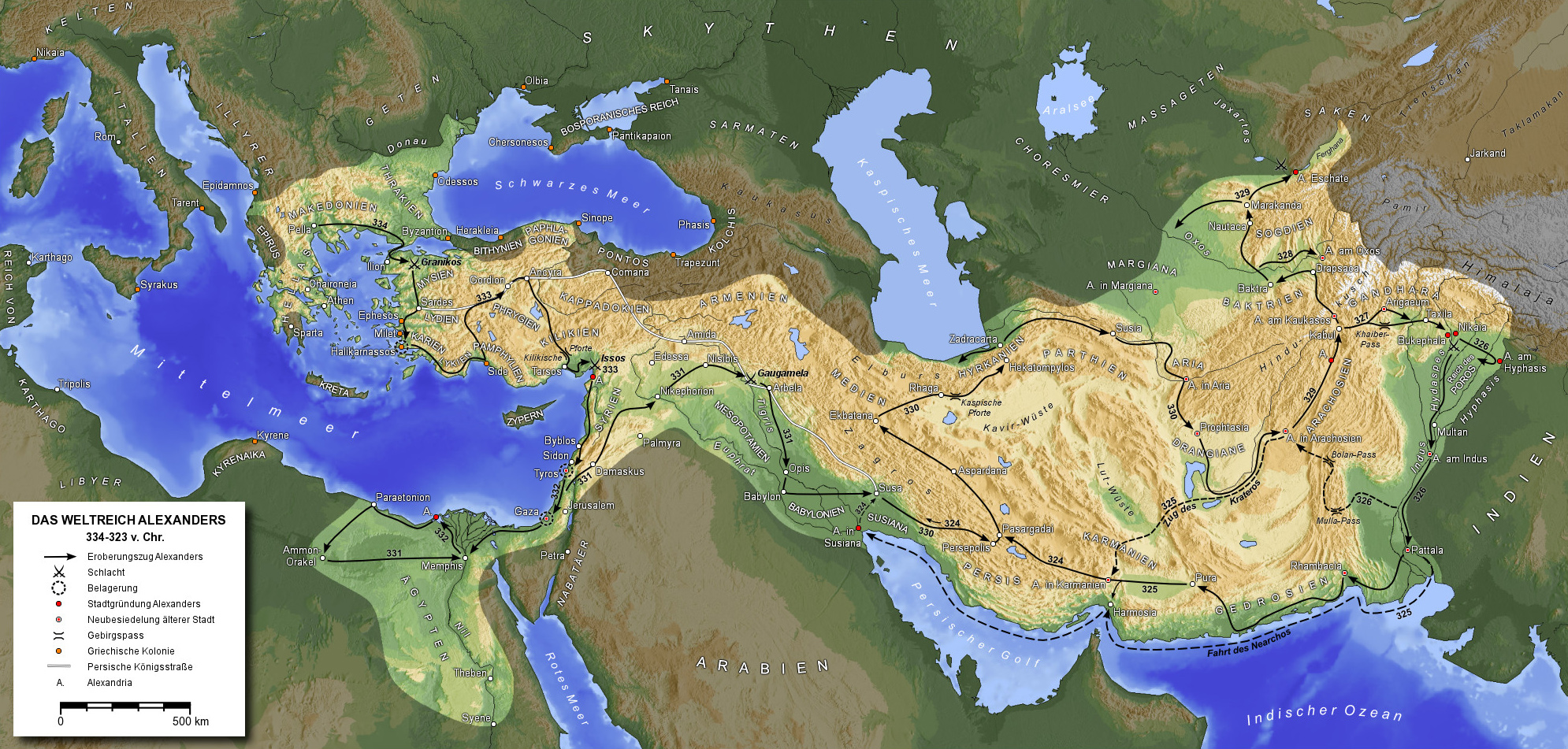
Das Alexanderreich mit Alexandria Eschate im Nordosten.

Alexandria Eschate (altgriechisch Ἀλεξάνδρεια Ἐσχάτη, „das entfernteste Alexandria“; lateinisch Alexandria Ultima) war eine von Alexander dem Großen im Jahr 329 v. Chr. gegründete Stadt im heutigen Tadschikistan.

## Geschichte
Alexandria Eschate wurde am Südufer des Jaxartes (Syrdarja) nahe der persischen Stadt Kuruškatha (Stadt des Kyros) gegründet. An dieser Stelle befindet sich heutzutage die tadschikische Stadt Chudschand (Хуҷанд; خجند). Die Stadt war der nördlichste Außenposten des Alexanderreiches und später der hellenistischen Welt in Zentralasien. Dem römischen Historiker Quintus Curtius Rufus zufolge gründete Alexander die Stadt während seines Feldzuges in Asien im Jahr 329 v. Chr., um dort vor der bevorstehenden Schlacht mit den Skythen (Saken) die Veteranen und Verwundeten seines Heeres anzusiedeln. Dabei errichtete das makedonische Heer angeblich in nur 17 Tagen unter wirkungslosem Pfeilbeschuss der Skythen eine Stadtmauer. Nach dem Sieg über die Skythen in der Schlacht am Jaxartes empfing Alexander in Alexandria Eschate die Gesandten des skythischen Königs zum Friedensschluss. Erst nach dem Tod Alexanders sollten die Skythen dieses Abkommen brechen und erneut über den Jaxartes in Richtung Süden vorstoßen.
Der Geschichtsschreiber Strabon berichtet, dass zur Zeit der Diadochenkriege die Stadt zunächst unter seleukidischen Einfluss geriet. Im Jahr 245 v. Chr. rebellierten jedoch die östlichen Satrapien Parthien und Baktrien gegen die Herrschaft der Seleukiden, wodurch Alexandria Eschate Teil des Griechisch-Baktrischen Königreichs wurde.
Möglicherweise kam es gegen 100 v. Chr. zu einem Konflikt mit den Han-Chinesen. Der  Geschichtsschreiber Curtius Rufus behauptete im 1. Jahrhundert n. Chr., Alexandria Eschate habe noch um 30 v. Chr. seine hellenistische Kultur bewahrt.